# Говорили і курили
Говорили і курили — пісня гурту «Скрябін», випущена у 2011 році. Це перший сингл з альбому «Радіо Любов» (2012).

## Трек-лист
1. Скрябін — Говорили і курили (Original Version) (4::15)
2. Скрябін — Говорили і курили (Radio Edit) (3:31)
3. Скрябін — Говорили і курили (Radio Rhythmic Mix) (3:43)

## Чарт
Станом на 23 травня 2011 року сингл вже чотирнадцятий тиждень представлений в українському чарті ФДР-40.
| Чарт (2011) | Пікова позиція |
| ----------- | -------------- |
| Україна     | 3              |

## Текст
```
 	Ми познайомились з тобою у вагоні метро,
 	Людей напхалося конкретно, як сільодки в відро.
 	Мене до тебе притиснули, відвернутись я не міг,
 	І ми у позі еротичній були загнані в тупік.
   
 	Інтелігентний мужчина, український інженер,
 	Я від викиду гормонів три зупинки чуть не вмер.
 	Зашипіли двері, станція "Хрещатик" –
 	І народ почав з вагона, як картопля випадати.

 	Переплетені тілами, виїжджаєм з-під землі
 	І відчуваєм, що так просто нам не розійтися, ні.
 	І я лечу, як метелик, забігаю в генделик,
 	Замовляю нам дві кави збудоражити уяву.
 	
 	  Приспів:
 	Ми цілий день так сиділи, говорили і курили,
 	Пахли димом і любов'ю, говорили і курили.
 	Потім люди прийшли, і до нас підсіли,
 	Ми посунулися трохи, говорили і курили.
 	І їли ми пиріжки, томатним соком запили,
 	І з червоними вусами говорили і курили.
 	Потім трохи помовчали, трохи відпочили,
 	Взяли закурили і знов заговорили.
 	
 	Коли вечором я сьорбав із пакета бульйон,
 	Нагадав собі, що не спитав у тебе телефон.
 	Кілька спальних районів, посередині Дніпро,
 	Київ - місто невелике, ми зустрінемось в метро.
 	
 	І зранку знову ниряю у підземні тунелі,
 	І несе мене до тебе ця криклива канітєль,
 	І бачу ті самі джинси і той рюкзачок,
 	І від радості зжимаю у кишені кулачок.
 	
 	Ще чоловік п'ятдесять у вагон забігає,
 	Мене розмазує по тобі, ніби маслом коровай,
 	І я чекаю в душі на зупинку "Хрещатик",
 	Щоби вибратись наверх і навіть пози не міняти.
 	
 	Приспів (2 рази).
```